# Венгри (Великопольське воєводство)
Венгри (пол. Węgry) — село в Польщі, у гміні Нове Скальмежице Островського повіту Великопольського воєводства.
Населення — 318 осіб (2011).

## Демографія
Демографічна структура станом на 31 березня 2011 року:
|          | Загалом | Допрацездатний вік | Працездатний вік | Постпрацездатний вік |
| -------- | ------- | ------------------ | ---------------- | -------------------- |
| Чоловіки | 168     | 33                 | 124              | 11                   |
| Жінки    | 150     | 41                 | 81               | 28                   |
| Разом    | 318     | 74                 | 205              | 39                   |